# Nyamwezi
Nyamwezi är ett vattendrag i Burundi.   Det ligger i provinsen Gitega, i den centrala delen av landet, 80 km öster om huvudstaden Bujumbura.
Omgivningarna runt Nyamwezi är en mosaik av jordbruksmark och naturlig växtlighet. Runt Nyamwezi är det ganska tätbefolkat, med 192 invånare per kvadratkilometer.